# Impuesto al Valor Agregado (Argentina)
El impuesto al Valor Agregado (IVA) es una carga fiscal sobre el consumo, que el estado argentino cobra de forma indirecta a través del vendedor en el momento de toda transacción comercial (transferencia de bienes o prestación de servicios). 

## Historia
El Impuesto al Valor Agregado (IVA) fue sancionado el 27/12/1973, durante el tercer gobierno de Juan Domingo Perón, derogando la Ley 12.143, mediante la ley 20.631. Empezó a regir en 1975. El IVA reemplazó a otros dos impuestos que existían hasta ese momento: el impuesto a las ventas (nacional) y el impuesto sobre las actividades lucrativas (provincial). Desde su establecimiento, se eximía a los productos de la canasta familiar con el objetivo de atenuar los efectos regresivos que podía provocar este tributo. La ley definía una alícuota general del 13% y una específica para algunas actividades del 21%, además de un extenso listado de productos exentos como medicamentos, alimentos y bebidas, libros y materiales de construcción.
El IVA surgió para evitar la distorsión de los impuestos a las ventas en cascada (turnover tax) que encarecían los costos de producción. Aunque no hay dudas de que el IVA es menos distorsivo que los impuestos en cascada, esto no implica que no genere ningún tipo de distorsión, o que aquéllas que genera sean insignificantes. Por el contrario, el IVA impone un costo financiero sobre los productores que se traslada hacia delante –en cascada- cuando las condiciones del mercado lo permiten.
Por necesidad recaudatoria, en 1986, en el gobierno de Raúl Alfonsín se unifica la alícuota del IVA en 18%. Entre 1988 y 1990 descendió hasta el 13,6%. Bajo la presidencia de Carlos Menem, durante la gestión del entonces ministro de economía Domingo Cavallo el IVA que creció del 13,6% en 1989/90, al 16 y 18% en 1991. En abril de 1995 se incrementó la tasa hasta el 21% que se aplica hasta la fecha.
En el 2001, el ministro de economía Domingo Cavallo puso en marcha una profunda reforma tributaria que incluyó la generalización del IVA al 21% a todos los rubros, excepto educación, libros y transporte. También aumentó la alícuota del impuesto a las transferencias, conocida popularmente como el "impuesto al cheque".